# اسلكي مومباي (فلم هندي)
Bombay Talkies هو فيلم عام 2013 الفيلم يتكون من اربع قصص، من إخراج أنوراغ كاشياب، ديبكار بانيرجي، زويا أختار وكاران جوهر. صدر الفيلم في 3 مايو 2013، وبالتزامن مع والاحتفال العام بالذكرى المئوية للسينما الهندية وبداية حقبة جديدة في السينما الحديثة. تم عرض ذلك في مهرجان كان السينمائي عام 2013 17 مايو 2013.

## النجوم الذي ظهرو بأدوار شرفية
- عامر خان
- مادهوري ديكسيت
- كاريشما كابور
- أكشاي كومار
- جوهي تشاولا
- سيف علي خان
- سريديفي
- بريانكا تشوبرا
- فرحان اختر
- عمران خان (ممثل)
- فيديا بالان
- كارينا كابور خان
- رانفير سينغ
- أنيل كابور
- شاهيد كابور
- سونام كابور
- ديبيكا بادكون
- رانبير كابور
- شاه روخ خان (ممثل)
- كاترينا كايف
- أميتاب باتشان

## وصلات خارجية
- مقالات تستعمل روابط فنية بلا صلة مع ويكي بيانات